# Watervallen van Coo

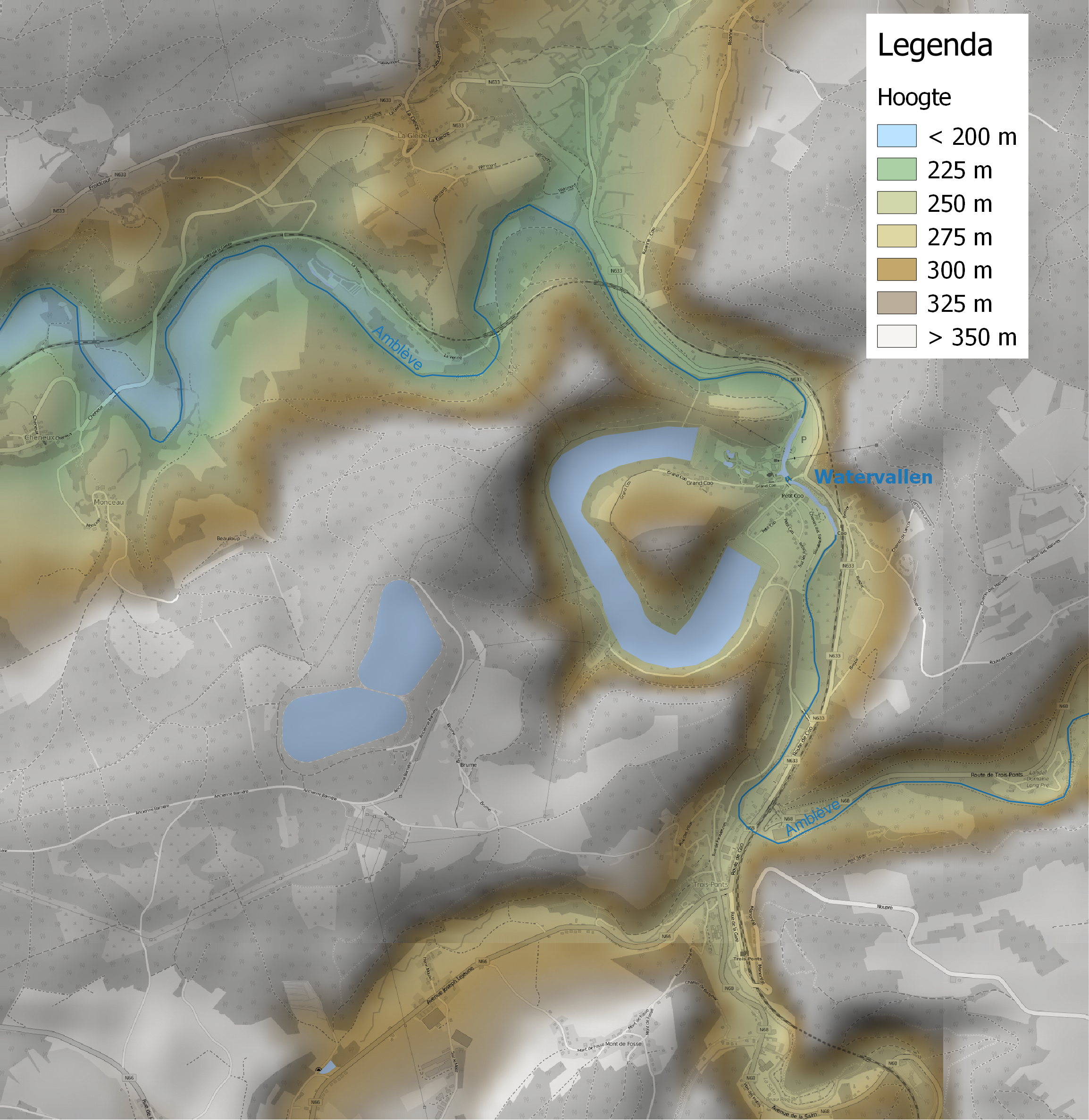
Hoogtekaart

De Watervallen van Coo, in de rivier de Amblève, worden met een hoogte van 15 meter vaak als de hoogste watervallen van België beschouwd. De toeristische dienst van de moedergemeente Stavelot geeft 13 meter aan. De hoogste waterval van België is echter de waterval van Reinhardstein in de vallei van de Warche. Deze waterval is zelfs 60 meter hoog.
De kleine waterval bestond al in of vóór de 15e eeuw. In opdracht van de prins-abt van het Abdijvorstendom Stavelot-Malmedy is in de 17e eeuw door monniken de grote waterval gemaakt, waarschijnlijk om het aan de meander gelegen Petit-Coo tegen overstromingen te beschermen.
De waterval is een toeristische attractie, die in de handen is van Studio 100, als onderdeel van het tegenover de watervallen gelegen pretpark Plopsaland Ardennes.